# Novonekrassovski
Novonekrassovski - Новонекрасовский (rus) - és un khútor del krai de Krasnodar, a Rússia. És a 21 km al sud-est de Primorsko-Akhtarsk i a 109 km al nord-oest de Krasnodar.
Pertany al khútor de Novopokrovski.